# Liebig-Denkmünze

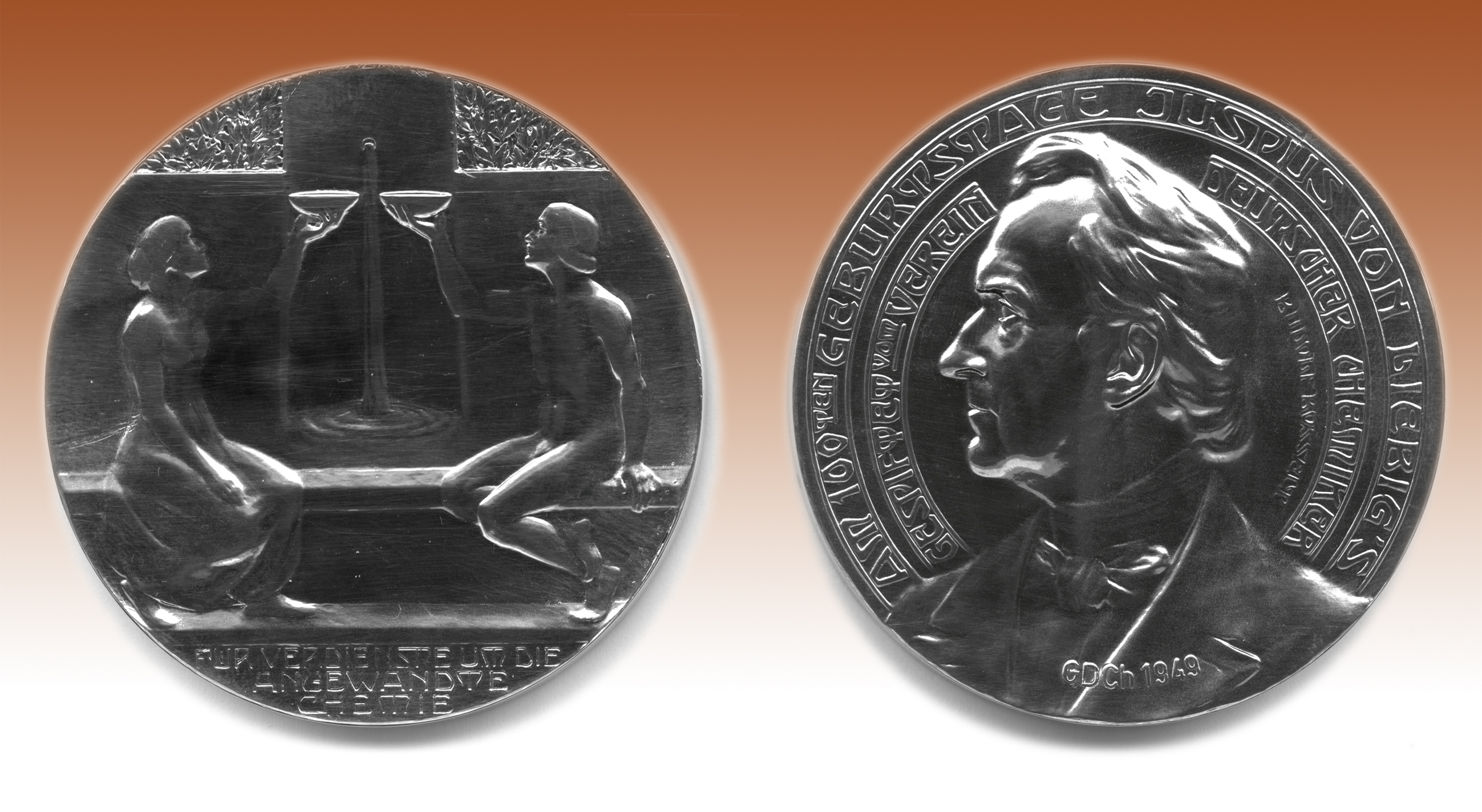
Liebig-Denkmünze

Die Liebig-Denkmünze ist eine Auszeichnung, die an den Chemiker Justus von Liebig erinnert. Sie wurde 1903 vom Verein Deutscher Chemiker gestiftet. Seit 1950 wird sie in unregelmäßigen Abständen von seiner Nachfolgeorganisation, der Gesellschaft Deutscher Chemiker, an bedeutende universitäre und industrielle Forscher verliehen.
Der Preis ist mit 7.500 Euro dotiert (Stand 2012).

## Preisträger
Unter den Ausgezeichneten finden sich (Stand 2022) nur zwei Frauen, Ida Noddack (1931) und Claudia Felser (2022).
- 1903: Adolf von Baeyer, München
- 1904: Rudolf Knietsch, Ludwigshafen
- 1905: Eduard Buchner, Würzburg
- 1907: Adolph Frank, Berlin
- 1908: Otto Schönherr, Dresden
- 1909: Otto Schott, Jena
- 1911: Paul Ehrlich, Frankfurt am Main
- 1912: Carl Dietrich Harries, Berlin
- 1913: Emil Ehrensberger, Traunstein
- 1914: Fritz Haber, Berlin
- 1919: Carl Bosch, Ludwigshafen
- 1921: Max Planck, Berlin
- 1922: Wilhelm Normann, Chemnitz
- 1924: Max Schroeder, Berlin
- 1925: Gustav Tammann, Göttingen
- 1926: Robert Emanuel Schmidt, Wuppertal-Elberfeld
- 1927: Fritz Raschig, Ludwigshafen
- 1928: Friedrich Bergius, Heidelberg
- 1929: Hans Fischer, München
- 1930: Otto Ruff, Breslau
- 1931: Friedrich Emich, Graz; Ida Noddack und Walter Noddack, Berlin
- 1933: Adolf Spilker, Duisburg
- 1934: Ferdinand Flury, Würzburg
- 1935: Walther Roth, Braunschweig und Karl Ziegler, Heidelberg
- 1936: Gustav Franz Hüttig, Prag
- 1937: Ernst Späth, Wien
- 1938: Eduard Zintl, Darmstadt
- 1940: Otto Hönigschmid, München
- 1950: Erich Konrad, Leverkusen
- 1951: Wilhelm Klemm, Münster
- 1953: Wilhelm Moschel, Leverkusen
- 1955: Feodor Lynen, München
- 1956: Heinrich Hock, Clausthal
- 1957: Friedrich Adolf Paneth, Mainz
- 1958: Gerhard Schramm, Tübingen
- 1960: Georg-Maria Schwab, München
- 1961: Rolf Huisgen, München
- 1964: Günter Scheibe, München
- 1965: Wilhelm Husmann, Aachen
- 1967: Erich Thilo, Berlin
- 1969: Oskar Glemser, Göttingen
- 1972: Hans Kuhn, Göttingen
- 1973: Leopold Horner, Mainz
- 1976: Horst Pommer, Ludwigshafen
- 1980: Ernst Ruch, Berlin
- 1981: Armin Weiß, München
- 1983: Dieter Oesterhelt, München
- 1984: Ulrich Schöllkopf, Göttingen
- 1986: Rolf Appel, Bonn
- 1987: Gerhard Ertl, Berlin
- 1989: Meinhart H. Zenk, München
- 1991: Kurt Issleib, Halle/Saale
- 1993: Reinhard W. Hoffmann, Marburg
- 1994: Wolfgang Beck, München
- 1996: Werner Kutzelnigg, Bochum
- 1998: Helmut Schwarz, Berlin
- 2000: Reinhart Ahlrichs, Karlsruhe
- 2002: Hans Wolfgang Spiess, Mainz
- 2004: Arndt Simon, Stuttgart
- 2006: Herbert Mayr, München
- 2008: Wolfgang Krätschmer, Heidelberg
- 2010: Joachim Sauer, Berlin
- 2012: Walter Thiel, Mülheim a.d. Ruhr
- 2014: Hans-Ulrich Reißig, Berlin
- 2016: Markus Antonietti, Potsdam
- 2018: Wolfgang Schnick, München
- 2020: Herbert Waldmann, Dortmund
- 2022: Claudia Felser, Dresden
- 2024: Katharina Landfester, Darmstadt[1]